# Place de l'Hôtel-de-Ville - Esplanade de la Libération
De Place de l'Hôtel-de-Ville - Esplanade de la Libération, meestal aangeduid als Place de l'Hôtel-de-Ville ("Stadhuisplein"), is een plein in het centrum van de Franse hoofdstad Parijs, gesitueerd op de rechteroever van de rivier de Seine in het 4e arrondissement. De naam is afkomstig van het stadhuis van Parijs (hôtel de ville) dat aan het plein is gelegen.
Het plein is te bereiken via metrostation Hôtel de Ville.

## Geschiedenis
De Place de l'Hôtel-de-Ville heette tot 1803 Place de Grève, hoewel het toenmalige plein slechts een vierde van de omvang van het huidige plein had. Een grève is een vlak of licht hellend terrein van grind of zand langs een rivieroever. Aan dit plein lag in 1357 een huis genaamd Maison aux piliers ("huis met de pilaren"). In juli van dat jaar kocht Étienne Marcel, deken van het Parijse koopliedengilde en burgemeester van Parijs, het huis in naam van de stad Parijs, met de bedoeling om hier het stadsbestuur te vestigen. In 1533 besloot men dat dit huis niet langer representatief was voor het bestuur van een stad die op dat moment de grootste in Europa was. In de volgende decennia werd het "huis met de pilaren" vervangen door het deels nog bestaande stadhuis in renaissancestijl.
De Place de Grève met het stadhuis vormden het centrum van een dichtbebouwde wijk. Bij zonsopgang stonden hier vroeger al werkloze arbeiders, op zoek naar een werkgever. Het betrof hier voornamelijk laagopgeleide en soms emotioneel instabiele arbeidskrachten, die probeerden te ontsnappen aan het gildesysteem van gestructureerde beroepen. De Franse uitdrukking se mettre en grève (staken) komt hier vandaan.

### Terechtstellingen tijdens het ancien régime
Tijdens het ancien régime werd het plein geregeld gebruikt voor executies en openbare lijfstraffen. Onderstaande lijst bevat enkele bekende personen die op het plein zijn geëxecuteerd.
- 1310: Marguerite Porete (verbrand)
- 1475: Lodewijk van Saint-Pol (onthoofd)
- 1559: Anne du Bourg (opgehangen en verbrand)
- 1574: Gabriel de Lorges, graaf van Montgomery (onthoofd)
- 1602: Guy Éder de La Fontenelle (levend geradbraakt)
- 1610: François Ravaillac (gevierendeeld)
- 1632: Louis de Marillac (onthoofd)
- 1680: Catherine Deshayes, ook bekend als la Voisine, de Buurvrouw (verbrand)
- 1721: Louis-Dominique Cartouche (levend geradbraakt)
- 1757: Robert François Damiens (gevierendeeld)
- 1766: Thomas Arthur de Lally (onthoofd)

### Terechtstellingen tijdens de Franse Revolutie
Op 25 april 1792 vond op de Place de Grève de allereerste executie per guillotine plaats. De veroordeelde, Nicolas Pelletier, was een eenvoudige dief. Het toegestroomde Parijse volk, dat aan minder verfijnde terechtstellingen gewend was, reageerde teleurgesteld vanwege de snelheid van de executie. De volgende dag verspreidde zich een liedje door de hele stad: Rendez-moi ma potence de bois, rendez-moi ma potence ("Geef me mijn houten galg terug, geef me mijn galg terug").
De guillotine stond opnieuw op de Place de Grève van november 1794 tot mei 1795. Onder de laatste geëxecuteerden waren afgevaardigde van de Nationale Conventie Jean-Baptiste Carrier en openbaar aanklager Fouquier-Tinville.

## Van Place de Grève naar Place de l'Hôtel-de-Ville
De Place de Grève werd op 19 maart 1803 omgedoopt tot Place de l'Hôtel-de-Ville. Tussen 1837 en 1848 werd het stadhuis uitgebreid met twee vleugels. Tijdens de Commune van Parijs (1871) werd het gebouw door revolutionairen in brand gestoken. Tussen 1873 en 1882 werd het herbouwd en gemoderniseerd.
Op 25 augustus 1944, de dag van de Bevrijding van Parijs, hield Charles de Gaulle een toespraak vanuit een raam van het stadhuis. Hij sprak de menigte op het plein toe met de woorden: "Parijs gebroken! Parijs gemarteld! Maar Parijs bevrijd!".
De Place de l'Hôtel-de-Ville is sinds 1982 enkel toegankelijk voor voetgangers. Sindsdien wordt het plein veel gebruikt voor evenementen:
- Voor het stadsstrand Paris-Plage werd in 2004 een groot deel van het plein ingericht als volleybalterrein.
- In de winter wordt er vaak een schaatsbaan geplaatst.
- In de lente vindt er vaak een evenement ter promotie van bloeddonatie plaats.
- Op het plein vinden soms exposities plaats, zoals een deel van een tentoonstelling over tuinen in juli 2007.
- Tijdens grote sportevenementen, zoals het wereldkampioenschap voetbal en het wereldkampioenschap rugby, wordt er een groot televisiescherm geplaatst.
- Tijdens de Olympische Zomerspelen van 2024 startten de marathons voor mannen en vrouwen op het plein.

In 2013 werd de naam van het plein opnieuw gewijzigd in Place de l'Hôtel-de-Ville - Esplanade de la Libération , om "hulde te brengen aan de verzetsstrijders, de vrije Fransen, de geallieerden en alle opstandelingen die Parijs bevrijdden in de nacht van 24 op 25 augustus 1944".